# Privlaka (Regione di Vukovar e della Sirmia)
Privlaka è un comune della Croazia di 3 776 abitanti della Regione di Vukovar e della Sirmia.